# HSBC Exchange Traded Funds
HSBC Exchange Traded Funds è una società con sede a Londra specializzata nell'emissione di ETF, fa parte del primo gruppo bancario inglese HSBC.

## ETF emessi
| Nome ETF                       | Tipo di indice replicato           | Borse su cui è quotato                         | TER (Indice di spesa totale) | Asset class | Struttura                  | Valuta del fondo | Valute di negoziazione | Frequenza dividendo |
| ------------------------------ | ---------------------------------- | ---------------------------------------------- | ---------------------------- | ----------- | -------------------------- | ---------------- | ---------------------- | ------------------- |
| HSBC MSCI WORLD ETF            | MSCI World Total Return            | LSE                                            | 0.35%                        | azioni      | replica fisica ottimizzata | USD              | GBP, USD               | Trimestrale         |
| HSBC MSCI EUROPE ETF           | MSCI EUROPE Total Return           | LSE, Euronext Paris, Deutsche Börse, SIX Swiss | 0.30%                        | azioni      | replica fisica ottimizzata | EUR              | GBP, EUR, USD          | Semestrale          |
| HSBC EURO STOXX 50 ETF         | EURO STOXX 50 Net Return           | LSE, Euronext Paris, Deutsche Börse, SIX Swiss | 0.15%                        | azioni      | replica fisica completa    | EUR              | GBP, EUR, USD          | Semestrale          |
| HSBC MSCI PACIFIC EX JAPAN ETF | MSCI PACIFIC EX JAPAN Total Return | LSE, Euronext Paris, Deutsche Börse            | 0.40%                        | azioni      | replica fisica completa    | USD              | GBP, EUR, USD          | Semestrale          |
| HSBC S&P 500 ETF               | S&P 500 Total Return               | LSE, Euronext Paris, Deutsche Börse, SIX Swiss | 0.09%                        | azioni      | replica fisica completa    | USD              | GBP, EUR, USD          | Semestrale          |
| HSBC MSCI USA ETF              | MSCI USA Total Return              | LSE, Euronext Paris, Deutsche Börse, SIX Swiss | 0.30%                        | azioni      | replica fisica completa    | USD              | GBP, EUR, USD          | Semestrale          |
| HSBC FTSE 100 ETF              | FTSE 100 Total Return              | LSE, Euronext Paris, Deutsche Börse, SIX Swiss | 0.35%                        | azioni      | replica fisica completa    | GBP              | GBP, EUR, USD          | Semestrale          |
| HSBC FTSE 250 ETF              | FTSE 250 Total Return              | LSE                                            | 0.35%                        | azioni      | replica fisica completa    | GBP              | GBP                    | Trimestrale         |
| HSBC MSCI JAPAN ETF            | MSCI JAPAN Total Return            | LSE, Euronext Paris, Deutsche Börse, SIX Swiss | 0.40%                        | azioni      | replica fisica completa    | USD              | GBP, EUR, USD          | Semestrale          |
| HSBC MSCI CANADA ETF           | MSCI CANADA Total Return           | LSE                                            | 0.35%                        | azioni      | replica fisica completa    | USD              | GBP, USD               | Semestrale          |
| HSBC MSCI EM FAR EAST ETF      | MSCI EM FAR EAST Total Return      | LSE, Euronext Paris, Deutsche Börse            | 0.60%                        | azioni      | replica fisica ottimizzata | USD              | GBP, EUR, USD          | Semestrale          |
| HSBC S&P BRIC 40 ETF           | S&P BRIC 40 Total Return           | LSE                                            | 0.60%                        | azioni      | replica fisica completa    | USD              | GBP, USD               | Semestrale          |
| HSBC MSCI EM LATIN AMERICA ETF | MSCI EM LATIN AMERICA Total Return | LSE                                            | 0.60%                        | azioni      | replica fisica ottimizzata | USD              | GBP, USD               | Trimestrale         |
| HSBC MSCI CHINA ETF            | MSCI CHINA Total Return            | LSE                                            | 0.60%                        | azioni      | replica fisica ottimizzata | USD              | GBP, USD               | Semestrale          |
| HSBC MSCI TAIWAN ETF           | MSCI TAIWAN Total Return           | LSE                                            | 0.60%                        | azioni      | replica fisica completa    | USD              | USD, GBP               | Semestrale          |
| HSBC MSCI INDONESIA            | MSCI INDONESIA Total Return        | LSE                                            | 0.60%                        | azioni      | replica fisica completa    | USD              | USD, GBP               | Semestrale          |
| HSBC MSCI KOREA                | MSCI KOREA Total Return            | LSE                                            | 0.60%                        | azioni      | replica fisica completa    | USD              | USD, GBP               | Semestrale          |
| HSBC MSCI MALAYSIA             | MSCI MALAYSIA Total Return         | LSE                                            | 0.60%                        | azioni      | replica fisica completa    | USD              | USD, GBP               | Semestrale          |
| HSBC MSCI BRAZIL ETF           | MSCI BRAZIL Total Return           | LSE, Euronext Paris, Deutsche Börse            | 0.60%                        | azioni      | replica fisica completa    | USD              | GBP, EUR, USD          | Semestrale          |
| HSBC MSCI MEXICO CAPPED ETF    | MSCI MEXICO CAPPED Total Return    | LSE                                            | 0.60%                        | azioni      | replica fisica completa    | USD              | GBP, USD               | Semestrale          |
| HSBC MSCI TURKEY ETF           | MSCI TURKEY Total Return           | LSE                                            | 0.60%                        | azioni      | replica fisica completa    | USD              | GBP, USD               | Semestrale          |
| HSBC MSCI SOUTH AFRICA ETF     | MSCI SOUTH AFRICA Total Return     | LSE                                            | 0.60%                        | azioni      | replica fisica completa    | USD              | GBP, USD               | Semestrale          |